# Félix Torres González
Félix Torres González (Yaguajay, Las Villas, Cuba, 23 de junio de 1917 - La Habana, Cuba, 5 de agosto de 2008) fue un militar y político cubano. 

## Biografía

### Orígenes y primeros años
Félix Torres González nació en el poblado de Yaguajay, en la entonces provincia de Las Villas, en Cuba, el 23 de junio de 1917. Originario de una familia campesina pobre, desde corta edad se vio obligado a trabajar. Durante los agitados años de la década de 1930, el Partido Comunista de Cuba de la época fue ganando adeptos. Félix se unió al partido en 1934, a los 17 años de edad. 
Por esos años, el partido cambió su nombre a Partido Socialista Popular (PSP). Félix fungió como Secretario del Frente Campesino del partido. A finales de la década de 1940 y durante toda la década de 1950, en el contexto de la Guerra Fría, los gobiernos cubanos reprimieron en mayor o menor medida a los comunistas. 

### Lucha revolucionaria
Félix sufrió prisión en varias ocasiones, producto de dicha represión. El 10 de marzo de 1952, el General Fulgencio Batista dio un golpe de Estado militar e instauró su dictadura (1952-1959). En los primeros años de la misma, el PSP mantuvo una postura ambigua, pues había formado coalición política con Batista durante su gobierno constitucional (1940-1944). 
Sin embargo, hacia finales de la década de 1950, con el arreciamiento de la lucha revolucionaria contra Batista y de la subsecuente represión, se desató la lucha armada, tanto en pueblos y ciudades, como en las montañas, en forma de guerrillas. El 9 de abril de 1958, se estalló una huelga general revolucionaria, con el propósito explícito de derrocar a Batista. 
Dicha huelga fracasó y, consecuentemente, se desató una cruentísima represión contra todos los que habían tomado parte en la misma, entre ellos, los principales dirigentes y miembros del PSP. A consecuencia de esto, Félix se alzó en armas, ese mismo mes, en las montañas del Escambray, constituyendo el frente armado del Partido Socialista Popular. 
Durante los meses finales de ese año 1958, las fuerzas del Movimiento 26 de julio, representadas por los comandantes Che Guevara y Camilo Cienfuegos, arribaron a la región del Escambray, con la intención de llegar hasta la capital del país, en el contexto de la invasión a occidente, lo cual formaba parte de la etapa final de la ofensiva rebelde para tomar el poder. Che Guevara se encontró con la existencia de tres grupos guerrilleros en la zona: el Directorio Revolucionario 13 de marzo, el Segundo Frente Nacional del Escambray (un desprendimiento del Directorio) y la guerrilla del Partido Socialista Popular (PSP), esta última comandada por Félix Torres González. 
El Che (que era un comunista declarado) llegó a un acuerdo de cooperación con el Comandante Félix Torres, en representación del PSP, y con el Comandante Faure Chomón, jefe del Directorio. El Segundo Frente Nacional del Escambray se negó a pactar. Dicho acuerdo pasó a la historia con el nombre del Pacto del Pedrero. En pocos meses, las guerrillas ganaron la guerra, Batista huyó del país, se desmoronó la dictadura y todo esto posibilitó el triunfo de la Revolución cubana, el 1 de enero de 1959. Tras el triunfo, el Comandante Félix Torres se integró a la Revolución. 

### Tras 1959
Durante la Rebelión del Escambray su sobrino Obdulio Morales Torres fue asesinado en un tiroteo con el grupo rebelde de Vicente Méndez. Enfurecido por la muerte de su sobrino, Félix Torres ordenó la movilización de varios batallones de las Milicias Nacionales Revolucionarias. Félix Torres González militó en el Partido Comunista de Cuba (PCC), refundado en 1965, con la unificación del Movimiento 26 de julio, el Directorio Revolucionario 13 de marzo y el Partido Socialista Popular. 
El Comandante del Ejército Rebelde Félix Torres González falleció de causas naturales en La Habana, Cuba, el 5 de agosto de 2008, a la avanzada edad de 91 años. Fue sepultado en el Panteón de los Caídos por la Defensa, en su ciudad natal de Yaguajay,  el 6 de agosto, con la presencia del Presidente cubano Raúl Castro y otros altos dirigentes del país.